# Raffaella Reggi
Raffaella Reggi (Faença, 27 de novembro de 1965) é uma ex-tenista profissional italiana.

## Grand Slam finais

### Duplas Mistas: 1 (1 título, 0 vice)
| Posição | Ano  | Campeonato | Piso | Parceiro     | Oponentes                         | Placar   |
| ------- | ---- | ---------- | ---- | ------------ | --------------------------------- | -------- |
| Campeã  | 1986 | US Open    | Duro | Sergio Casal | Martina Navratilova Peter Fleming | 6–4, 6–4 |